# Pater Karelkapel

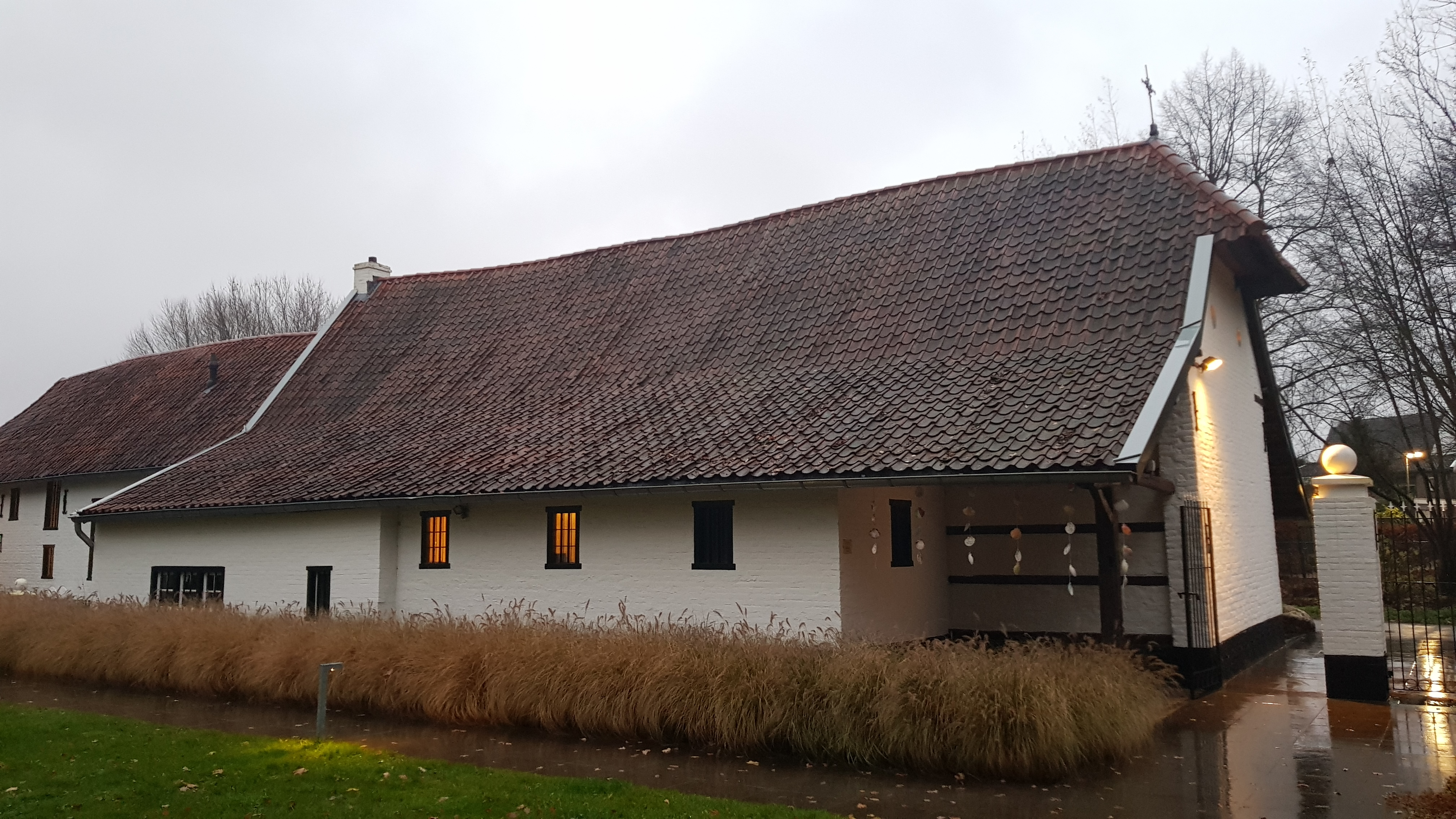
De Grote Kapel: de schuur van het complex

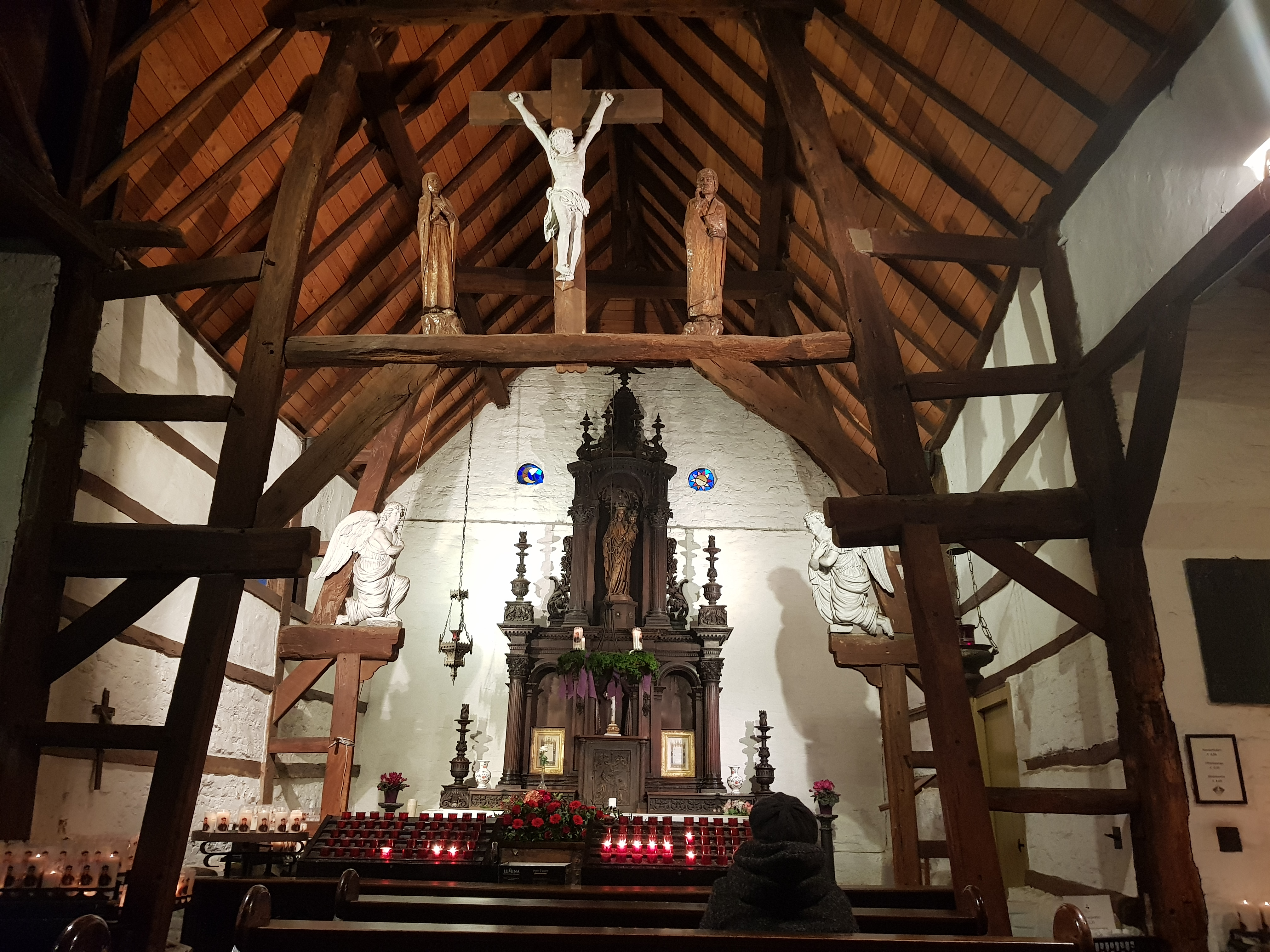
Interieur van de Grote Kapel

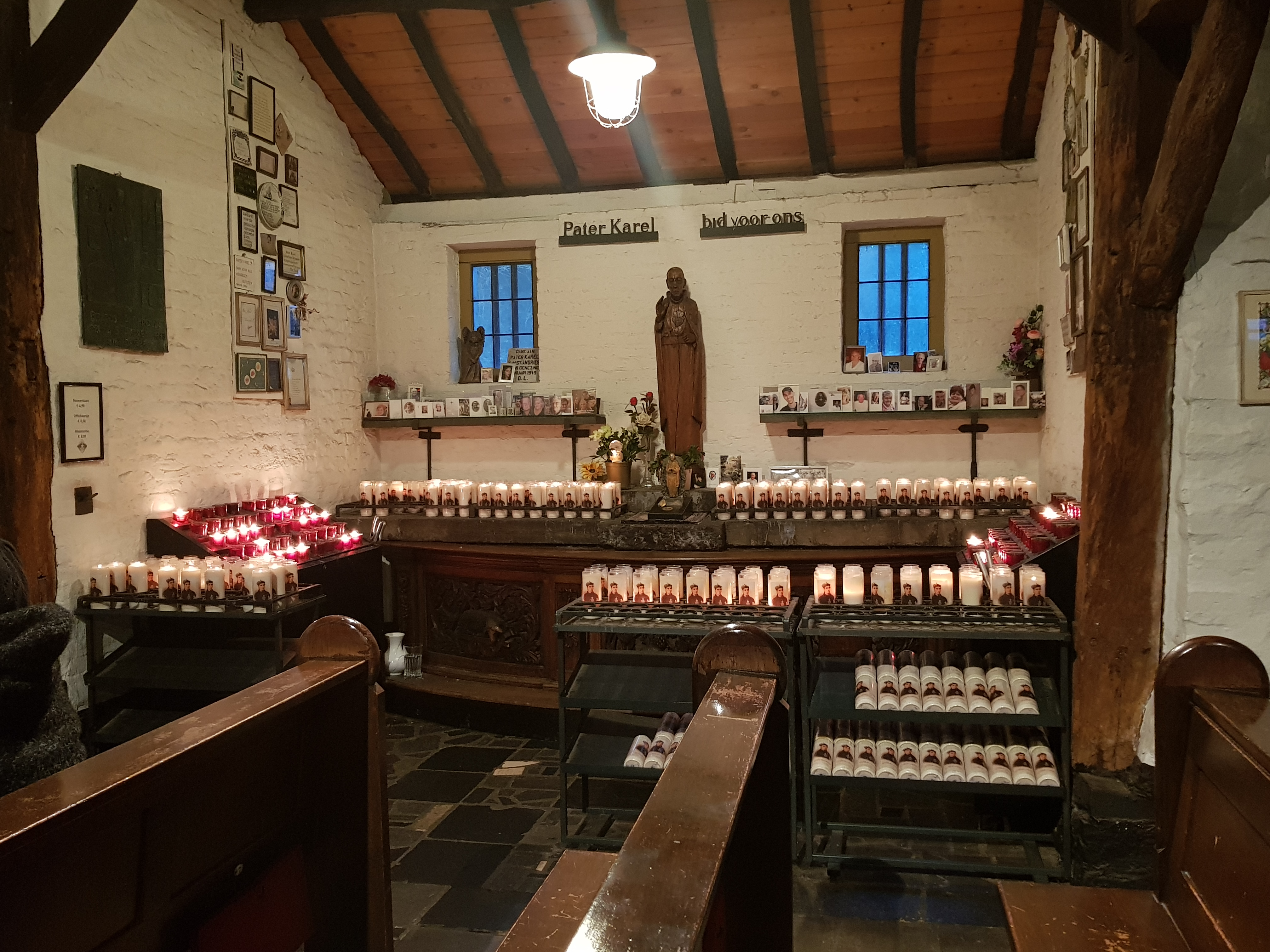
Beeld van Pater Karel

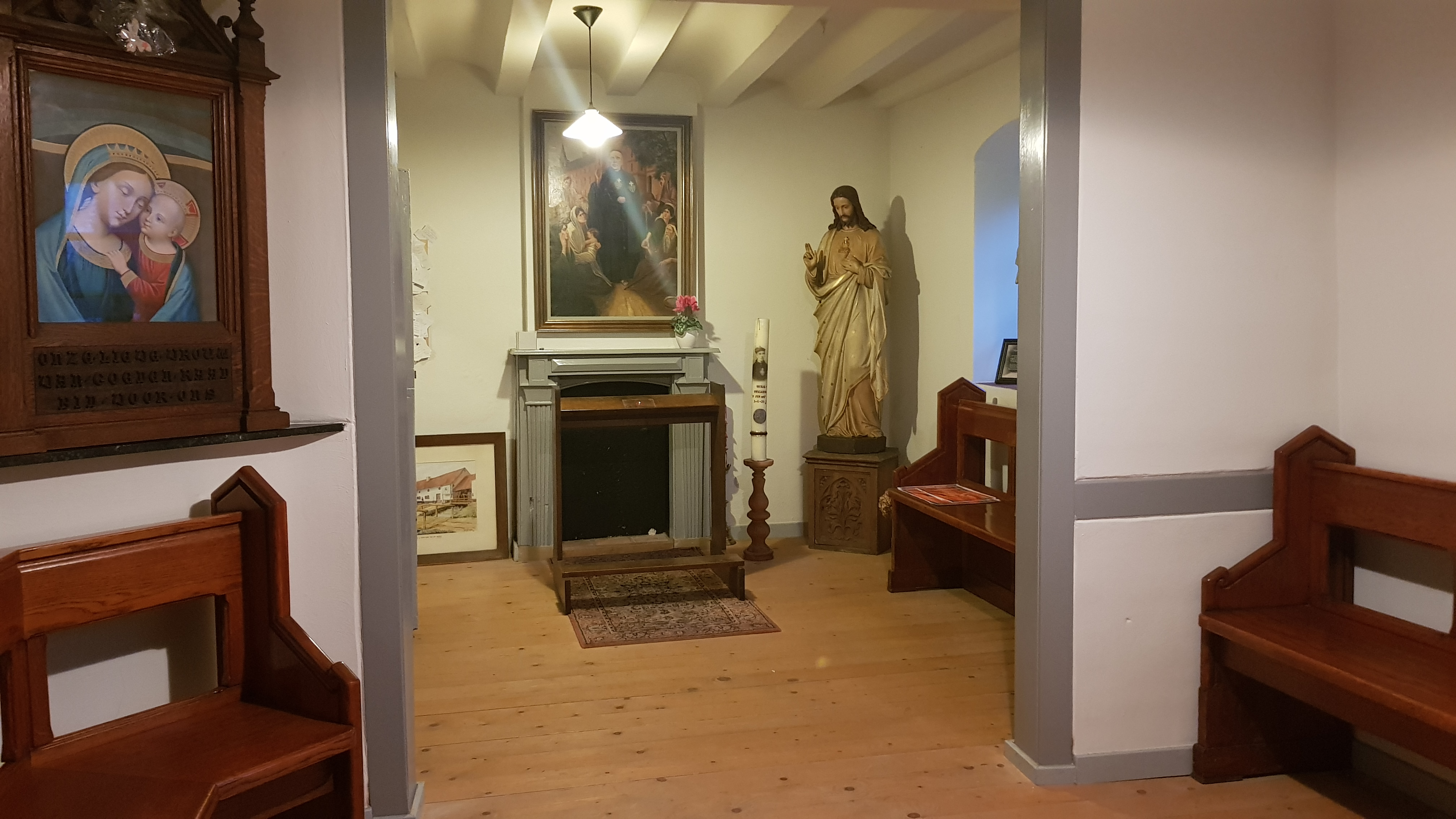
De Kleine Kapel

De Pater Karelkapel is een kapel in Munstergeleen in Nederlands Zuid-Limburg in de gemeente Sittard-Geleen. De kapel staat aan de westrand van het dorp in het Geleenbeekdal en achter de kapel stroomt de Geleenbeek. De kapel is onderdeel van het gebouwencomplex van de Molen van Carolus Houben.
De kapel is gewijd aan Pater Karel.

## Geschiedenis
In de 13e eeuw werd het molencomplex gebouwd en heeft sindsdien meerdere vernieuwingen ondergaan.
In 1821 werd Karel Houben geboren in de Molen van Carolus Houben in Munstergeleen.
In 1954 werd in de schuur van het watermolencomplex een kapel ingericht naar het ontwerp van P.A. Schols.
Op 3 juni 2007 werd Karel Houben heilig verklaard, waardoor de interesse in de heilige en de kapel is toegenomen.

## Bouwwerk en omgeving
Op het terrein zijn er twee kapellen ingericht: de Grote Kapel en de Kleine Kapel. De Grote Kapel is aangelegd in een reeds bestaande grote wit-zwart geschilderde vakwerkschuur. In die tijd was Pater Karel nog niet zalig verklaard en kon de kapel nog niet naar hem vernoemd worden, maar werd in de volksmond toch al gauw de Pater Karelkapel genoemd. De kapel is eigenlijk gewijd aan Maria Koningin van Munstergeleen. In de kapel bevindt zich een barokke altaar dat stamt uit de 18e eeuw en afkomstig is uit de Sint-Petrus' Stoel van Antiochiëkerk in Sittard en een Mariabeeld dat uit de Sint-Pancratiuskerk in Munstergeleen komt. De schuur heeft een uitbouw en daarin is een houten beeld van Pater Karel geplaatst waar mensen rondom kaarsjes kunnen branden. Op de achterwand is een tekst aangebracht:

Pater Karel bid voor ons

De Kleine Kapel bestaat sinds 1935 en is ingericht in de zogenaamde geboortekamer. Hier bevindt zich een houten knielbank en aan de wand een schilderij waarop Karel Houben afgebeeld staat voor Mount Argus, omgeven door gelovigen die hij aan het zegenen is.
In een ander deel van het complex is er sinds 2012 een museum gewijd aan Karel Houben. Rond de gebouwen is een park aangelegd met daarin een kruisweg van de hand van Jos Hermans en een Lourdesgrot.